# Ratpenat cuallarg de Sulawesi
El ratpenat cuallarg de Sulawesi (Mops sarasinorum) és una espècie de ratpenat de la família dels molòssids que es troba a Indonèsia i Filipines.

## Subespècies[1]
- Mops sarasinorum lanei
- Mops sarasinorum sarasinorum